# Claudia Octavia
Claudia Octavia (ten laatste begin 40 — 9 juni 62) was een dochter van keizer Claudius I en diens derde echtgenote Valeria Messalina.

## Leven
In 53 n. Chr., vijf jaar na de dood van haar moeder, werd zij op 13-jarige leeftijd uitgehuwelijkt aan de latere keizer Nero, die van meet af aan een hekel aan haar had. Voor dit huwelijk was ze verloofd geweest met de praetor Lucius Junius Silanus. Dit was echter tegen de zin van Agrippina de Jongere en deze liet Silanus via Lucius Vitellius (vader van de latere keizer) beschuldigen van incest. Silanus pleegde (gedwongen?) zelfmoord op de dag van het huwelijk tussen Claudius en Agrippina de Jongere.
Een jaar later werd Claudia's vader vermoord. In 62 na Chr. had Nero méér dan genoeg van haar en ontbond hun huwelijk om met Poppaea Sabina te kunnen huwen. Onder militaire bewaking liet Nero Octavia naar Campania begeleiden, maar de spontane woede-uitbarstingen van het volk, dat sympathie voor haar had opgevat, dwongen hem haar terug te roepen naar Rome. Hij bleef echter zoeken naar een andere reden om zich van haar te ontdoen. Zij werd valselijk beschuldigd van overspel en verbannen naar het eiland Pandateria, waar zij op bevel van Nero werd vermoord. 

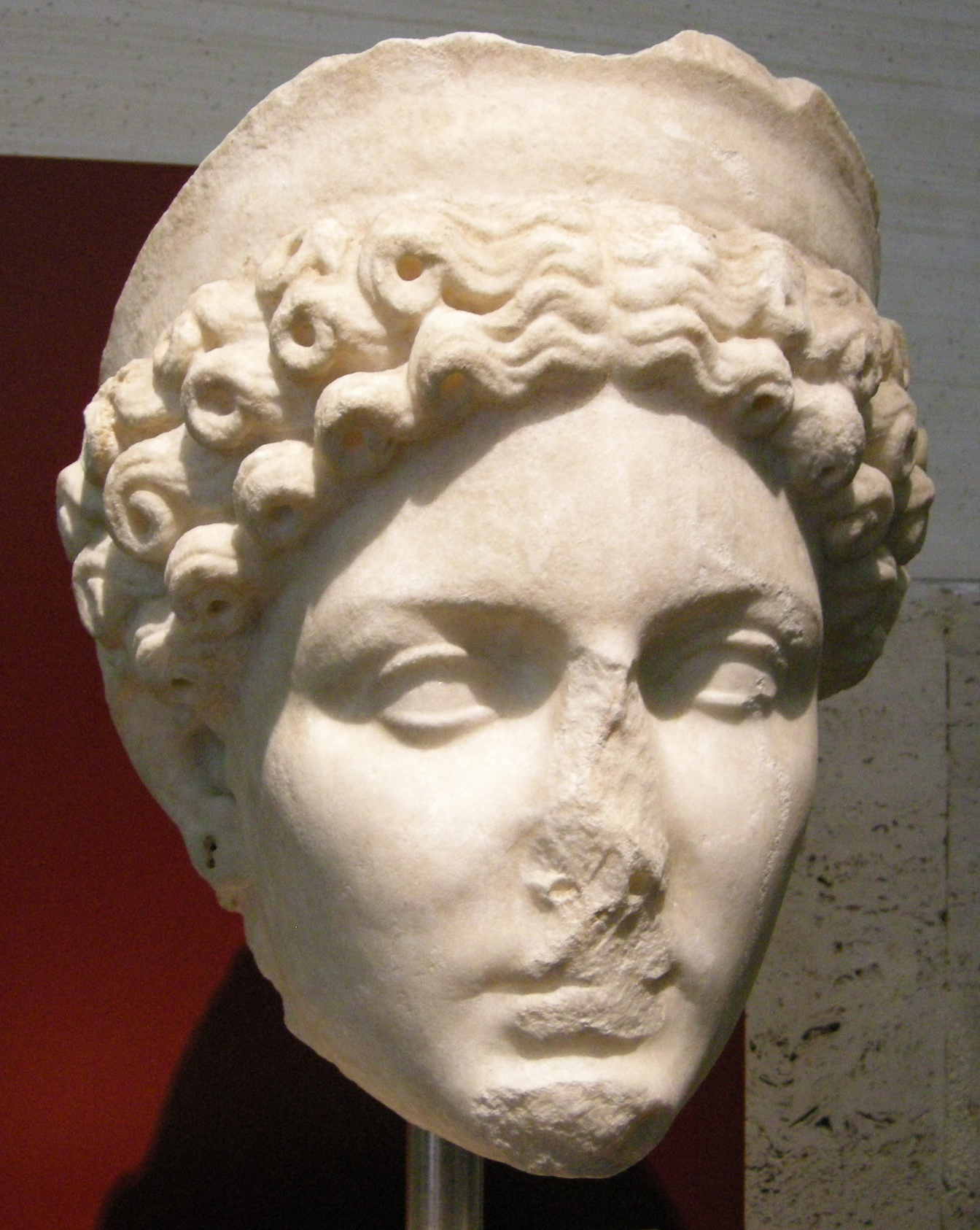
Beeld van hoofd van Claudia Octavia
Palazzo Massimo alle Terme

## Fabula praetextaOctavia
Haar schrijnende lot is het onderwerp van een fabula praetexta (d.i. een Romeinse tragedie) die ten onrechte op naam van Seneca werd bewaard. Deze Octavia is de enige volledig bewaard gebleven fabula praetexta uit de Latijnse literatuur, en daarom als document zeer belangrijk. Ze heeft tot thema Octavia's ongelukkige ervaringen met Nero, die haar onder invloed van Poppaea verstootte en de dood injoeg. Seneca is zelf een van de personages in het stuk. 
Op grond van inhoudelijke criteria is het onmogelijk het stuk aan Seneca toe te schrijven; wel moet het in dezelfde tijd, vermoedelijk kort na de dood van Nero (68 na Chr.) zijn ontstaan.